# Стрілки (гурт)
«Стрілки» — російський жіночий поп-гурт, який існував з 1997 по 2006 рік . За іншими даними, гурт існував до 2004 року, за третіми до 2009 року , а з 2015 року гурт возз'єднався золотим складом . Плутанина викликана тим, що після завершення основного періоду існування гурту на концертах виступали склади, що вважалися до цього «другими». Продюсери гурту - Ігор Сілівьорстов і Леонід Величковський. Візитною карткою «Стрілок» стала пісня «Ти кинув мене».
У серпні 2015 року «Стрілки» оголосили про возз'єднання колективу в золотому складі: Катерина Кравцова, Саломе Росівер, Світлана Бобкіна і Марія Бібілова. У лютому 2017 Саломе Росівер покинула гурт.

## Історія гурту

### 1997-1998
У квітні 1997 року студія «Союз» ухвалила рішення про створення жіночого колективу за типом «Spice Girls» і доручила втілення проєкту Ігорю Селівьорстову. За допомогою Леоніда Величковського і Вадима Фишмана під час кастингу в ДК «Висотник» в Раменках з 4000 дівчат було відібрано 7. Учасницями колективу стали:
- Юлія Глєбова, «Ю-Ю»
- Світлана Бобкіна, «Гера»
- Марія Корнєєва, «Марго»
- Катерина Кравцова, «Радистка Кет»
- Марія Соловйова, «Мишка»
- Анастасія Родіна, «Стася»
- Лія Бикова.

Серед варіантів назви гурту були: «Оленки», «Білосніжки», «Черниці», «Сілівьорстов та семеро дівчат», «Лю-лю-тойс». Хореограф Любов Соловйова запропонувала назву «Стрілки», яке згодом було затверджено .
У червні 1997 року були записані перші 4 пісні, але студія «Союз» вирішила, що загальна концепція гурту не відповідає стилю компанії, і заморозила фінансування проєкту. Пізніше проєктом зацікавилося Московське бюро Телевізійної Мовної компанії. На першому виступі гурту в ДЦКЗ «Росія» на балу випускників була проведена зйомка гурту «Стрілки», яка в подальшому транслювалася в Лондоні. Передачу побачили промоутери з британської звукозаписної компанії EMI (правовласники Spice Girls) і через Бориса Цігмана, генерального директора SBA Production, Ins. (GALA RECORDS), відшукали творців гурту і запропонували укласти контракт на випуск трьох альбомів. Через деякий час відбувся виступ в клубі «Метелиця», де «Стрілки» виконали три пісні: «Мамочка», «Нові російські дівчинки» і «Нова пристрасть», що не увійшла до жодного альбому. У телепрограмі «Муз. Обоз.» 29 листопада 1997 року вийшов перший кліп гурту - «Мамочка».
1 лютого 1998 року виходить другий кліп на пісню «На вечірці». Пісня отримала дві премії - «100-пудовий хіт» 1998 року і «Золотий грамофон» в листопаді 1998 року. 15 лютого 1999 року відбувся реліз першого альбому «Стрілки йдуть вперед». Загальний тираж продажів склав більше 700 000 копій МС і близько 8 000 CD. Незабаром в гурті відбуваються перші зміни - колектив покинула Лія Бикова . Після її відходу в гурті нетривалий час працює перша учасниця балету Тетяна, прізвище якої до сих пір невідоме.
У травні 1998 року виходить кліп «Курортний роман», зйомки якого проходили на Кіпрі. В цей же час там проходила фотосесія для журналу «PlayBoy». Цей кліп відзначений на фестивалі «Покоління-98» в номінації «Кращий сюжет». У червні 1998 року вийшов кліп на пісню «Перший учитель», де знявся продюсер гурту - Леонід Величковський. У вересні 1998 року в гурті з'являється Лариса Батуліна, що отримала псевдонім «Лисиця». На початку вересня відбулася презентація синглу «Вечірки в Москві». У компакт увійшли дві пісні: «На вечірці» і «Москва», кожна в чотирьох версіях. Авторами реміксів стали Леонід Величковський, Роман Рябцев і діджей Грув. В кінці вересня гурт підкріпив сингл кліпом на пісню «Москва», змонтованим з радянської хроніки. Відразу після цього відбулися зйомки на пісню «Красунчик» з наступного альбому. Режисером виступив Влад Разгулін. Презентація кліпу пройшла 8 жовтня в клубі «Кіно».
В кінці жовтня 1998 року фірма GALA RECORDS, з якою у гурту був підписаний контракт на випуск трьох альбомів, передала компанії «ОРТ Рекордз» ліцензію на випуск одного альбому і синглу колективу. Диск став спільним проєктом компаній, і протягом дії договору GALA RECORDS як і раніше представляла інтереси гурту. 12 листопада 1998 колектив вирушив в Іркутську область, в село Тальці, на зйомки кліпу на пісню «З новим роком!» - російськомовний варіант композиції Джорджа Майкла. Режисером кліпу виступив Михайло Макаренко. 3 грудня 1998 року відбулася презентація синглу і кліпу. У сингл увійшли дві композиції: «З новим роком! », «Європа плюс», присвячена однойменної радіостанції.

### 1999-2000
На початку січня 1999 року вийшов кліп на ремікс пісні «На вечірці». У кліпі разом з учасницями гурту співали і танцюристки з причини того, що в цей час в концертах в різних містах група виступала в двох складах, кожен з яких складався з половини учасниць основного складу і замінювали відсутніх солісток з балету, якими на той момент були Оксана Миколаєва (в шлюбі Яшанькіна), Ольга Курбатова, Карина Тонаканян, Марина Конова і Марина Дмитричева . 15 січня 1999 року пройшла презентація кліпу «Ти кинув мене» і його прем'єра в програмі «Доброго ранку». Головні ролі в кліпі зіграли Івар Калниньш та Ольга Мальцева, модель агентства В'ячеслава Зайцева. Незабаром кліп був заборонений до показу по причині пропаганди наркотиків, оголеної натури, зброї в кадрі і реклами казино «Винсо гранд», де знімалася частина кліпу, через що кліп довелося перемонтувати. В результаті вийшла перероблена версія відеокліпу, але вже в якості музичної основи був використаний ремікс пісні. 28 травня 1999 року цю пісня отримала звання «100 - пудовий хіт» від радіостанції «Хіт-FM».
З 26 січня по 2 лютого «Стрілки» в Австрії на гірськолижному курорті проходили зйомки кліпу «З новим роком!» під керівництвом режисера М. Макаренкова. 19 лютого 1999 року в клубі «Сенат» відбулася презентація другого альбому під назвою «Все по ...» . Назва альбому - це скорочена назва пісні «У нас все буде по-іншому». 24 квітня 1999 року в спорткомплексі «Олімпійський» пройшов перший сольний концерт «Стрілки всіх доріг», а з фрагментів концерту був змонтований кліп на пісню «Шипи і троянди». В кінці квітня на врученні премії «Овація» «Стрілки» були визнані кращим поп-гуртом 1998 року. На честь концерту в «Олімпійському» «Стрілки» відкрили свою сторінку в інтернеті (Strelki.ru  ) і благодійну акцію «Стрілки для дітей-сиріт та дітей-інвалідів». Також група взяла участь в зйомках серіалу «Будемо знайомі» в ролі самих себе. Наприкінці вересня на телебаченні з'явився кліп на пісню «Я хороша». Через вагітність Анастасія Родіна не могла повноцінно брати участь в зйомках, тому з'являлася лише на початку і в кінці кліпу, а в кліпі на пісню «Ні любові» (режисер Сергій Кальварський ), який вийшов в жовтні 1999 року,  - і зовсім епізодично. Незабаром вона залишає групу. Також в кліпі знімався продюсер групи - Ігор Сілівьорстов. Після виходу кліпу «Ні любові» на місце Анастасії Родіни в групу прийнята учасниця балету колективу - Карина Тонаканян, однак не пройшла випробувальний термін. Через деякий час виходить кліп «Я повернусь» - спільна робота «Стрілець» і Ігоря Ніколаєва (режисер - Сергій Кальварський, оператор - Влад Опельянц). Також в 1999 році відбулися гастролі: Ізраїлю, Росія, Америка та Німеччина.
1 листопада 1999 року в розважальному комплексі «Метелиця» (Москва) гурт представив альбом «Шипи і троянди». Пісня «Я повернусь» була заспівана в дуеті з Ігорем Ніколаєвим, «Бессаме» подарована Світлані Бобкіній гуртом «Агата Крісті», а «Ескадрон» - це пісня Олега Газманова в їх виконанні. Презентація альбому відбулася також на Північному Кавказі. Гурт став єдиним, який виступив в зоні бойових дій. У цей час Марія Соловйова вже була вагітна і, повернувшись до Москви на початку січня 2000 року, залишила гурт. Також колектив залишає Оксана Яшанькіна. На початку грудня 1999 року видавництво «Нокіс» випустило ілюстрований альбом для наклейок «Стрілки», в якому є коротка інформація про гурт і фотографії.
1 квітня 2000 року вийшов кліп на пісню «Бумеранг» - продовження «Ти кинув мене». У ньому також знявся актор Івар Калниньш, головну жіночу роль в кліпі зіграла акторка Ксенія Назарова. У зйомках взяла участь  Саломе «Торі» Кітію, яка пробували потрапити ще в перший склад, і учасниця балету Марина Конова. Зйомки проходили під Санкт-Петербургом, в селищі Вириця. Режисер - Олександр Ігудін. Навесні 2000 року «Стрілки» отримали другу премію «Овація» як найкраща поп-група року. 30 травня 2000 року на телеканалі ТВ-6 вийшов музичний фільм «Стрілки йдуть вперед», в якому солістки розповіли найбільш важливі події з життя гурту, свої біографії, походження псевдонімів і про плани колективу. Також в передачу увійшли кліпи і кадри хроніки. Разом з групою у фільмі знялася Марія Соловйова. У липні 2000 року з'явився кліп на пісню «Нелюбов». У ролику дівчата постали оголеними . Кліп отримав премію «Золотий грамофон». У серпні вийшов сингл «Нелюбов», до якого увійшли чотири версії даної пісні (virus-remix, ballad mix, trip-hop mix, original, а також кліп «Нелюбов»). Незабаром групу покидає Саломе Кітія. У листопаді 2000 року виходить кліп «Сонце за горою», а в грудні виходить четвертий альбом групи «Стрілки - 2000», який був перевиданий на початку 2001 року.

### 2001-2002
У 2001 році група випускає «Мегамікс», створений з пісень «Шипи і троянди», «Ти обираєш сам», «Бумеранг», «Ти кинув мене», «Мамочка», «Красунчик», «На вечірці», «Ні любові»,«Сонце за горою » і нової пісні«Причини мені любов» (сольна пісня Світлани Бобкіної) . Альбом був підтриманий кліпом «Megamix». Пізніше виходять ще кілька пісень: «Весна», «Літо», «Прокричи», а також в кінці серпня 2001 року на «Русском радио» відбулася прем'єра пісні «Попса», спільної роботи «Стрілець» і «Російських пряників». В цей же час вийшла відеозбірка кліпів гурту. У серпні Марія Корнєєва одружилася з бізнесменом Олексієм Потаповим, що був одним із спонсорів колективу. Вона йому присвятила пісню «Я знайшла своє щастя», пізніше перейменовану в «Ти тільки мій».
У вересні 2001 року вийшов відеокліп «Прости і прощай» , а потім пісня «Девочка-веточка» (музика і слова - Олени Ваєнги). 7 березня 2002 року «Стрілки» виступили на «Бомбі року» . Спочатку пісню «Девочка-веточка» виконував інший проєкт Сілівьорстова і Величковського - жіноче поп-тріо «Шоколад», однією з солісток якого була Наталія Дєєва. У групі «Стрілки» пісня спочатку була записана однією Катериною Кравцовою, але потім, коли було вирішено зняти кліп саме на цю пісню, була записана і іншими учасницями колективу. Кліп, знятий Іриною Мироновою, вийшов 26 квітня .

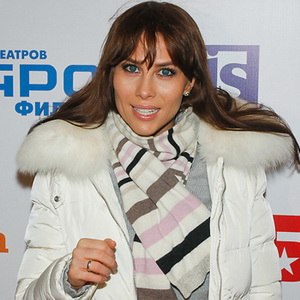
Юлія Беретта. Солістка з 1997 по вересень 2002 року.

28 червня 2002-го вийшов п'ятий альбом «Люби мене сильніше» . До нього увійшли 14 композицій, серед яких є сольні пісні Марії Корнєєвої (Ти тільки мій) і Світланою Бобкіної (Причини мені любов). Багато пісень альбому були написані Світланою Бобкіною і Юлією Береттою. У вересні 2002 року гурт залишила Юлія, вирішивши почати сольну кар'єру під псевдонімом Беретта. Група в усіченому складі виступає в «Тотальному шоу» і записує пісню «Мегаолігарх» . Незабаром продюсери колективу звільняють Катерину Кравцову через невідповідність її образу дівчинки-підлітка новому формату гурту. Пізніше вона дала інтерв'ю, в якому розповідала про важке життя в «Стрілках» і жадібності продюсерів, а також повідала про те, що на піку популярності гурту продюсери колективу створювали «другі склади» для концертів гурту відразу в кількох містах і отримання більшого прибутку .

### 2003-2006
У січні 2003 року гурт випускає кліп «Югорская долина», який широко ротирувався на російських телеканалах «Муз-ТВ», «ТВС» і «MTV Росія» . Крім Марії Корнєєвої, Світлани Бобкіної та Лариси Батуліної в кліпі знялися 4 нові учасниці - Лана «Лулу» Тімакова, Олена «Мала» Мішина, Наталя «Ніка» Дєєва і Оксана «Джина» Устинова. Цим же складом була записана пісня «Ціле літо». У березні 2003 року гурт покинула Олена Мішина, також йдуть балетні танцюристки Марина Конова і Ольга Курбатова.
У складі Світлана Бобкіна, Марія Корнєєва, Лариса Батулина, Лана Тімакова, Оксана Устинова і Наталія Дєєва група бере участь в епізоді фільму «Ігри метеликів». До вересня гурт виступає вшістьох, поки не з'явилася екс-учасниця колективу «Стрілки International» - Галина «Гала» Трапезова. У жовтні гурт одночасно залишають Марія Корнєєва та Світлана Бобкіна. У жовтні відбулася прем'єра кліпу «Вітерець» в складі Лариса Батулина, Лана Тімакова, Оксана Устинова, Наталія Дєєва і Галина Трапезова. Також для зйомок були запрошені DJ Benzina і акторка Юлія Такшина. Також гурт перезнімає кліп на пісню «З Новим роком!», Змонтувавши його з попередніх кліпів групи - «З Новим роком!» (оригінальна версія), «Югорская долина» і «Вітерець». У листопаді 2003 року в групу приходить Анастасія Бондарева і «Стрілки» записують пісню «Кращий друг». У грудні 2003 року звільняють Ларису Батуліну. Продюсери вважають, що навіть з новим іміджем вона не вписується в концепцію молодіжної групи. Незадовго до відходу Батуліна в групу приходять дві нові учасниці - Анастасія Осипова і Ніка Сваровські. В оновленому складі перезаписують пісню «Кращий друг». У червні відбулася прем'єра однойменного кліпу. Гурт записує пісні: «Бігло літо», «Капает дощ», «Ти далеко», «Валентинка», «Не ходи», «Не відпускай мене», «Сім морів», «Вогнище з листів» і «Жара». Пісню «Жара» написав Денис Майданов. З гурту йде балетна Марина Дмитричева, а на її місце приходить Дебора Наташа Хлое.
У жовтні 2004 року колектив покинула Галина Трапезова і гурт в складі Наталі Дєєвої, Анастасії Бондаревої, Ніки Найт і Дебори вирушають ц гастрольний тур США, який закінчився в грудні. В цьому ж році йде один з продюсерів групи «Стрілки» - Леонід Величковський, посилаючись на те, що нові «Стрілки» не популярні і перестали приносити дохід, як в 1999 році. У 2006 році гурт одночасно залишають Оксана Устинова, Наталія Дєєва і Ніка Сваровські.

### 2006-2012
У 2006 році від складу залишаються Лана Тімакова, Анастасія Осипова, Анастасія Бондарева і учасниця балету Дебора. Незабаром тимчасово учасницею стала екс-солістка «другого» складу групи «ViRUS!» Людмила Харт. Починається неофіційний період гурту. У вересні йдуть Людмила Харт і Анастасія Осипова. З'являються нові учасниці Аїда Євдокимова, яка була голосом третьої епохи «Стрілець», модель Ліна Токарєва, Ганна Сімакова, а також в групу повернулася Карина Євсюкова. В оновленому складі була переписана пісня «Жара».
У 2007 році гурт покидає Анастасія Бондарева, щоб почати сольну кар'єру. Група записує пісні «Мама», «На тебе показали все стрілки», «Missing You», «Стриптиз» і нова версія пісні «Нелюбов» - всі ці пісні були записані «основним» складом Аїда Валіахмедова, Карина Євсюкова, Лана Тімакова, Ліна Токарєва і Анна Сімакова. А у «інших» складах були Наталія Рубцова, Катерина Овчинникова, Олеся Левитес і Дебора. Пісня «Стриптиз» була написана Денисом Майдановим. У 2008 році гурт залишають Анна Сімакова, Катерина Овчинникова і Наталія Рубцова. У 2009 році з гурту йдуть Аїда Валіахмедова, Олеся Левитес і Карина Євсюкова - за сімейними обставинами. До вересня 2009 року гурт існує як тріо - Лана Тімакова, Елліна Токарєва і Дебора Наташа Хлое. Також в цьому ж році на каналі Муз-ТВ виходить сатиричний мультсеріал «Криза-шмизис», де група двічі згадується (випуск «Інтелектуальний: для розумних, але бідних»).
У 2011-2012 роках гурт ще раз проводить гастролі, на цей раз в складі Анастасія Ковальова, Аїда Євдокимова (прізвища учасниць після одруження), Ліна Токарєва і Карина Рєзнікова (це прізвище вона взяла як псевдонім після розлучення з Денисом Євсюкова в 2012 році). У травні 2012 року учасниці знову йдуть і створюють свій проєкт «Стрілочки», пізніше перейменований в Perestrelki.

### 2015 - теперішній час
У серпні 2015 року «Стрілки» оголосили про возз'єднання колективу в золотому складі: Катерина «Радистка Кет» Кравцова, Саломе «Торі» Росівер, Світлана «Гера» Бобкина, Марія «Марго» Бібілова. За словами самих солісток, возз'єднатися вони вирішили після участі в одному з фестивалів «Дискотека 90-х» . У травні 2016 року «золотий склад» гурту представив відеокліп на композицію «Закоханий чоловік». На початку лютого 2017 року Саломе «Торі» Росівер покидає колектив і гурт залишається у вигляді тріо .

## Склади
З 1997 по 2009 рік крім основних учасниць гурту у відеокліпах і на концертах в якості замін основним учасницям з'являлися дівчата другого складу та учасниці «Стрілки International».
| №   | Період                      | Основний склад                   | Основний склад          | Основний склад                    | Основний склад        | Основний склад            | Основний склад                  | Основний склад           | Другий склад (балет), Стрілки International | Другий склад (балет), Стрілки International | Другий склад (балет), Стрілки International | Другий склад (балет), Стрілки International | Другий склад (балет), Стрілки International | Другий склад (балет), Стрілки International | Період                      | №   |
| --- | --------------------------- | -------------------------------- | ----------------------- | --------------------------------- | --------------------- | ------------------------- | ------------------------------- | ------------------------ | ------------------------------------------- | ------------------------------------------- | ------------------------------------------- | ------------------------------------------- | ------------------------------------------- | ------------------------------------------- | --------------------------- | --- |
| 1.  | 11.1997 — 05.1998           | Катерина «Радистка Кет» Кравцова | Світлана «Гера» Бобкина | Марія «Марго» Корнєєва            | Юлія «Ю-Ю» Беретта    | Марія «Мишка» Соловйова   | Анастасія «Стася» Родіна (Евен) | Лія Бикова               | К. Васильєва                                | М. Белякова                                 | Татьяна                                     |                                             |                                             |                                             | 11.1997 — 05.1998           | 1.  |
| 2.  | 05.1998 — 09.1998           | Катерина «Радистка Кет» Кравцова | Світлана «Гера» Бобкина | Марія «Марго» Корнєєва            | Юлія «Ю-Ю» Беретта    | Марія «Мишка» Соловйова   | Анастасія «Стася» Родіна (Евен) | Татьяна                  | К. Васильєва                                |                                             |                                             |                                             |                                             |                                             | 05.1998 — 09.1998           | 2.  |
| 3.  | 09.1998 — 10.1999           | Катерина «Радистка Кет» Кравцова | Світлана «Гера» Бобкина | Марія «Марго» Корнєєва            | Юлія «Ю-Ю» Беретта    | Марія «Мишка» Соловйова   | Анастасія «Стася» Родіна (Евен) | Лариса «Лисиця» Батулина | К. Васильєва                                | Карина Тонаканян                            | Марина Дмитричева                           | Оксана Ніколаєва (Яшанькіна)                | Ольга Курбатова                             | Марина Конова                               | 09.1998 — 10.1999           | 3.  |
| 4.  | 10.1999 — 01.2000           | Катерина «Радистка Кет» Кравцова | Світлана «Гера» Бобкина | Марія «Марго» Корнєєва            | Юлія «Ю-Ю» Беретта    | Марія «Мишка» Соловйова   | Каріна Тонаканян                | Лариса «Лисиця» Батулина | К. Васильєва                                |                                             | Марина Дмитричева                           | Оксана Ніколаєва (Яшанькіна)                | Ольга Курбатова                             | Марина Конова                               | 10.1999 — 01.2000           | 4.  |
| 5.  | 01.2000 — 08.2000           | Катерина «Радистка Кет» Кравцова | Світлана «Гера» Бобкина | Марія «Марго» Корнєєва            | Юлія «Ю-Ю» Беретта    | Саломе «Торі» Кітія       |                                 | Лариса «Лисиця» Батулина | Галина «Гала» Трапезова                     | Карина Євсюкова (Тонаканян)                 | Марина Дмитричева                           |                                             | Ольга Курбатова                             | Марина Конова                               | 01.2000 — 08.2000           | 5.  |
| 6.  | 08.2000 — 09.2002           | Катерина «Радистка Кет» Кравцова | Світлана «Гера» Бобкина | Марія «Марго» Корнєєва            | Юлія «Ю-Ю» Беретта    |                           |                                 | Лариса «Лисиця» Батулина | Галина «Гала» Трапезова                     | Карина Євсюкова (Тонаканян)                 | Марина Дмитричева                           | Саломе «Тори» Кітія                         | Ольга Курбатова                             | Марина Конова                               | 08.2000 — 09.2002           | 6.  |
| 7.  | 09.2002 — 11.2002           | Катерина «Радистка Кет» Кравцова | Світлана «Гера» Бобкина | Марія «Марго» Корнєєва            |                       |                           |                                 | Лариса «Лисиця» Батулина | Галина «Гала» Трапезова                     | Карина Євсюкова (Тонаканян)                 | Марина Дмитричева                           | Саломе «Тори» Кітія                         | Ольга Курбатова                             | Марина Конова                               | 09.2002—11.2002             | 7.  |
| 8.  | 12.2002 — 08.03.2003        | Оксана «Джина» Устинова          | Світлана «Гера» Бобкина | Марія «Марго» Корнєєва            | Лана «Лулу» Тимакова  | Наталья Бочкарьова(Дєєва) | Олена «Малая» Мішина            | Лариса «Лисиця» Батулина | Галина «Гала» Трапезова                     | Карина Євсюкова (Тонаканян)                 | Марина Дмитричева                           | Саломе «Тори» Кітія                         | Ольга Курбатова                             | Марина Конова                               | 12.2002 — 08.03.2003        | 8.  |
| 9.  | 09.03.2003 — 10.2003        | Оксана «Джина» Устинова          | Світлана «Гера» Бобкина | Марія «Марго» Корнєєва            | Лана «Лулу» Тимакова  | Наталья Бочкарьова(Дєєва) |                                 | Лариса «Лисиця» Батулина | Галина «Гала» Трапезова                     | Карина Євсюкова (Тонаканян)                 | Марина Дмитричева                           | Саломе «Тори» Кітія                         |                                             |                                             | 09.03.2003 — 10.2003        | 9.  |
| 10. | 10.2003 — 11.2003           | Оксана «Джина» Устинова          | Галина «Гала» Трапезова |                                   | Лана «Лулу» Тимакова  | Наталья Бочкарьова(Дєєва) |                                 | Лариса «Лисиця» Батулина |                                             | Карина Євсюкова (Тонаканян)                 | Марина Дмитричева                           | Саломе «Тори» Кітія                         |                                             |                                             | 10.2003 — 11.2003           | 10. |
| 11. | 11.2003 — 12.2003           | Оксана «Джина» Устинова          | Галина «Гала» Трапезова | Анастасія Бондарева (Ковальова)   | Лана «Лулу» Тимакова  | Наталья Бочкарьова(Дєєва) |                                 | Лариса «Лисиця» Батулина | Дебора Наташа Хлое                          | Карина Євсюкова (Тонаканян)                 | Марина Дмитричева                           | Саломе «Тори» Кітія                         |                                             |                                             | 11.2003 — 12.2003           | 11. |
| 12. | 12.2003 — 03.2005           | Оксана «Джина» Устинова          | Галина «Гала» Трапезова | Анастасія Бондарева (Ковальова)   | Лана «Лулу» Тимакова  | Наталья Бочкарьова(Дєєва) | Ніка Найт (Сваровська)          | Анастасія Осипова        | Дебора Наташа Хлое                          | Карина Євсюкова (Тонаканян)                 |                                             |                                             |                                             |                                             | 12.2003 — 03.2005           | 12. |
| 13. | 03.2005 — 09.2006           | Оксана «Джина» Устинова          |                         | Анастасія Бондарева (Ковальова)   | Лана «Лулу» Тимакова  | Наталья Бочкарьова(Дєєва) | Ніка Найт (Сваровська)          | Анастасія Осипова        | Дебора Наташа Хлое                          | Карина Євсюкова (Тонаканян)                 |                                             |                                             |                                             |                                             | 03.2005 — 09.2006           | 13. |
| 14. | 09.2006 — 2007              | Аїда Євдокимова (Валвахмедова)   | Ліна Токарєва           | Анастасія Бондарева (Ковальова)   | Лана «Лулу» Тимакова  | Анна Симакова             | Людмила Харт (Шушанікова)       |                          | Дебора Наташа Хлое                          | Карина Євсюкова (Тонаканян)                 |                                             |                                             |                                             |                                             | 09.2006 — 2007              | 14. |
| 15. | 2007 — 2008                 | Аїда Євдокимова (Валвахмедова)   | Ліна Токарєва           | Карина Резникова (Тонаканян)      | Лана «Лулу» Тимакова  | Анна Симакова             |                                 |                          | Дебора Наташа Хлое                          | Олеся Левитес                               | Наталья Рубцова                             | Катерина Овчинникова                        |                                             |                                             | 2007 — 2008                 | 15. |
| 16. | 2008 — 2009                 | Аїда Євдокимова (Валвахмедова)   | Ліна Токарєва           | Карина Резникова (Тонаканян)      | Лана «Лулу» Тимакова  | Дебора Наташа Хлое        |                                 |                          |                                             | Олеся Левитес                               |                                             |                                             |                                             |                                             | 2008 — 2009                 | 16. |
| 17. | 2009 — 09.2009              |                                  | Ліна Токарєва           |                                   | Лана «Лулу» Тимакова  | Дебора Наташа Хлое        |                                 |                          |                                             |                                             |                                             |                                             |                                             |                                             | 2009 — 09.2009              | 17. |
| 18. | 2011 — 05.2012              | Аїда Євдокімова (Валіахмедова)   | Ліна Токарєва           | Каріна Рєзнікова (Тонаканян)      | Анастасія Ковальова   |                           |                                 |                          |                                             |                                             |                                             |                                             |                                             |                                             | 2011 — 05.2012              | 18. |
| 19. | 08.2015 — 03.02.2017        | Катерина «Радистка Кет» Кравцова | Світлана «Гера» Бобкина | Марія «Марго» Бібілова (Корнєєва) | Саломе «Тори» Росівер |                           |                                 |                          |                                             |                                             |                                             |                                             |                                             |                                             | 08.2015 — 03.02.2017        | 19. |
| 20. | 04.02.2017 — теперішній час | Катерина «Радистка Кет» Кравцова | Світлана «Гера» Бобкина | Марія «Марго» Бібілова (Корнєєва) |                       |                           |                                 |                          |                                             |                                             |                                             |                                             |                                             |                                             | 04.02.2017 — теперішній час | 20. |

Червоним кольором виділені солістки, чорним - учасниці балету і «Стрілки International»

### Подальша доля учасниць
Юлія Беретта робила сольну музичну кар'єру і стала пробувати себе в якості кіноакторки. Марія Корнєєва та Світлана Бобкина об'єдналися в дует «Брідж», який розпався після першого ж синглу «Совершенно секретно» через вагітність Марії. У 2009 році Світлана «Гера» і Юлія «Беретта» об'єдналися в дует «НеСтрілки», який розпався в 2012 році. Найбільш помітні композиції «НеСтрілок» - «Офіцер» і «Вова, вернись».

## Дискографія
| Рік   | Альбом                      | Склад |
| ----- | --------------------------- | --- |
| 1 998 | Стрілки йдуть вперед        | Ю. Беретта , С. Бобкина, М. Корнєєва, К. Кравцова, М. Соловйова, А. Родіна, Л. Бикова                                                                                                 |
| 1 998 | Вечірки в Москві (Single)   | Ю. Беретта, С. Бобкина, М. Корнєєва, К. Кравцова, М. Соловйова, А. Родіна |
| 1 998 | З новим роком! (Single)     | Ю. Беретта, С. Бобкина, М. Корнєєва, К. Кравцова, М. Соловйова, А. Родіна, Л. Батулина                                                                                                |
| 1 999 | Все по…                     | Ю. Беретта, С. Бобкина, М. Корнєєва, К. Кравцова, М. Соловйова, А. Родіна, Л. Батулина                                                                                                |
| 1 999 | Gold                        | Ю. Беретта, С. Бобкина, М. Корнєєва, К. Кравцова, М. Соловйова, А. Родіна, Л. Батулина, Л. Бикова                                                                                     |
| 1 999 | Шипи і троянди              | Ю. Беретта, С. Бобкина, М. Корнєєва, К. Кравцова, А. Родіна, М. Соловйова, Л. Батулина                                                                                                |
| 2000  | Нелюбов (Single)            | Ю. Беретта, С. Бобкина, М. Корнєєва, К. Кравцова, Л. Батулина, С. Кітія |
| 2000  | стрілки 2000                | Ю. Беретта, С. Бобкина, М. Корнєєва, К. Кравцова, Л. Батулина, С. Кітія |
| 2001  | Стрілки 2001 (Перевидання)  | Ю. Беретта, С. Бобкина, М. Корнєєва, К. Кравцова, Л. Батулина, С. Кітія |
| 2001  | MegaMix                     | Ю. Беретта, С. Бобкина, М. Корнєєва, К. Кравцова, Л. Батулина |
| 2002  | Люби мене сильніше          | Ю. Беретта, С. Бобкина, М. Корнєєва, К. Кравцова, Л. Батулина |
| 2016  | Прости, прощай, коли згадуй | Ю. Беретта, С. Бобкина, М. Корнєєва, К. Кравцова, Л. Батулина, С. Кітія, М. Соловйова, А. Родіна, Л. Тімакова, Н. Дєєва, О. Устинова, Г. Трапезова, А. Бондарева, Н. Найт, А. Осипова |
| 2016  | Легендарні пісні            | Ю. Беретта, С. Бобкина, М. Корнєєва, К. Кравцова, Л. Батулина, С. Кітія, М. Соловйова, А. Родіна, Л. Тімакова, Н. Дєєва, О. Устинова, Г. Трапезова, А. Бондарева, Н. Найт, А. Осипова |

### Невидані пісні
- «Нова Пристрасть»
- «Два серця»
- «Бумеранг» (Версія з 3 куплетами)
- «Повірю в любов»
- «Мегаолігарх»
- «Югорская долина»
- «Ціле літо»
- «Вітерець»
- «Кращий друг»
- «Вітерець» (Версія нового складу)
- «Не ходи»
- «Не відпускай мене»
- «Вогнище з листів»
- «Мало»
- «Спека»
- «Мама»
- «Стрілки»
- «Missing you»
- «З новим роком (версія 2015)»
- «Закоханий чоловік»
- «Я хочу бути худою»
- «Любити мене пізно»
- «Адреналін»
- «Спам»
- «Птахи»

## Відеографія
| Рік  | Кліп                                    | Режисер                                                                 | Склад | Альбом                           |
| ---- | --------------------------------------- | ----------------------------------------------------------------------- | --- | -------------------------------- |
| 1997 | «Мамочка»                               | В. Фішман                                                               | Ю. Беретта, С. Бобкина, М. Корнєєва, К. Кравцова, М. Соловйова, А. Родіна, Л. Бикова                                                                        | Стрелки идут вперёд              |
| 1998 | «На вечеринке»                          | Л. Величковський                                                        | Ю. Беретта, С. Бобкина, М. Корнєєва, К. Кравцова, М. Соловйова, А. Родіна, Л. Бикова                                                                        | Стрелки идут вперёд              |
| 1998 | «Курортный роман»                       | І. Сілівьорстов                                                         | Ю. Беретта, С. Бобкина, М. Корнєєва, К. Кравцова, М. Соловйова, А. Родіна                                                                                   | Стрелки идут вперёд              |
| 1998 | «Первый учитель»                        | І. Сілівьорстов                                                         | Ю. Беретта, С. Бобкина, М. Корнєєва, К. Кравцова, М. Соловйова, А. Родіна                                                                                   | Стрелки идут вперёд              |
| 1998 | «Москва»                                | Кліп змонтовано з радянської хроніки.                                   | Ю. Беретта, С. Бобкина, М. Корнєєва, К. Кравцова, М. Соловйова, А. Родіна, Л. Батулина (Єдиний кліп, де учасниці колективу не з'являлися)                   | Вечеринки в Москве (макси-сингл) |
| 1998 | «Красавчик»                             | В. Разгулін                                                             | Ю. Беретта, С. Бобкина, М. Корнєєва, К. Кравцова, М. Соловйова, А. Родіна, Л. Батулина (також К. Васильєва и М. Белякова)                                   | Всё по…                          |
| 1998 | «С Новым годом!»                        | М. Макаренков                                                           | Ю. Беретта, С. Бобкина, М. Корнеева, К. Кравцова, М. Соловйова, А. Родіна, Л. Батулина                                                                      | С Новым годом! (макси-сингл)     |
| 1999 | «На вечеринке (Remix)»                  | Л. Величковський                                                        | Ю. Беретта, С. Бобкина, М. Корнєєва, К. Кравцова, М. Соловйова, А. Родіна, Л. Батулина (також Л. Бикова, О. Яшанькіна, К. Васильєва и М. Белякова)          | Вечеринки в Москве (макси-сингл) |
| 1999 | «Ты бросил меня»                        | І. Сілівьорстов                                                         | Ю. Беретта, С. Бобкина, М. Корнєєва, К. Кравцова, М. Соловйова, А. Родина, Л. Батулина                                                                      | Всё по…                          |
| 1999 | «Ты бросил меня (Remix)»                | І. Сілівьорстов                                                         | Ю. Беретта, С. Бобкина, М. Корнєєва, К. Кравцова, М. Соловйова, А. Родина, Л. Батулина                                                                      | ТВА                              |
| 1999 | «Шипы и розы»                           | Кліп змонтовано з кадрів концерту в «Олімпійському» 24 квітня 1999 року | Ю. Беретта, С. Бобкина, М. Корнєєва, К. Кравцова, М. Соловйова, А. Родина, Л. Батулина                                                                      | Шипы и розы                      |
| 1999 | «Я хорошая»                             | О. Ігудін                                                               | Ю. Беретта, С. Бобкина, М. Корнєєва, К. Кравцова, М. Соловйова, А. Родина, Л. Батулина                                                                      | Шипы и розы                      |
| 1999 | «Нет любви»                             | С. Кальварський                                                         | Ю. Беретта, С. Бобкина, М. Корнєєва, К. Кравцова, М. Соловйова, А. Родина, Л. Батулина (також К. Васильєва)                                                 | Шипы и розы                      |
| 1999 | «Я вернусь»                             | С. Кальварський                                                         | Ю. Беретта, С. Бобкина, М. Корнєєва, К. Кравцова, М. Соловйова, Л. Батулина (також К. Васильєва)                                                            | Шипы и розы                      |
| 1999 | «С Новым годом! (Remix, новая версия)»  | М. Макаренков                                                           | Ю. Беретта, С. Бобкина, М. Корнєєва, К. Кравцова, М. Соловйова, Л. Батулина (також А. Родина)                                                               | ТВА                              |
| 2000 | «Бумеранг»                              | О. Ігудін                                                               | Ю. Беретта, С. Бобкина, М. Корнєєва, К. Кравцова, Л. Батулина, С. Кітія (також М. Конова)                                                                   | Стрелки 2000                     |
| 2000 | «Нелюбовь»                              | І. Сілівьорстов                                                         | Ю. Беретта, С. Бобкина, М. Корнєєва, К. Кравцова, Л. Батулина, С. Кітія                                                                                     | Нелюбовь (макси-сингл)           |
| 2000 | «Солнце за горой»                       | О. Ігудин                                                               | Ю. Беретта, С. Бобкина, М. Корнєєва, К. Кравцова, Л. Батулина                                                                                               | Стрелки 2000                     |
| 2001 | «Megamix»                               | Нарізка з кліпов гурту різних років                                     | Ю. Беретта, С. Бобкина, М. Корнєєва, К. Кравцова, Л. Батулина (також Л. Бикова, М. Соловйова і А. Родіна)                                                   | ТВА                              |
| 2001 | «Прости и прощай»                       | С. Кальварський                                                         | Ю. Беретта, С. Бобкина, М. Корнєєва, К. Кравцова, Л. Батулина                                                                                               | Люби меня сильнее                |
| 2002 | «Девочка-веточка»                       | І. Миронова                                                             | Ю. Беретта, С. Бобкина, М. Корнєєва, К. Кравцова, Л. Батулина                                                                                               | Люби меня сильнее                |
| 2003 | «Югорская долина»                       | С. Горов                                                                | С. Бобкина, М. Корнеева, Л. Батулина, Л. Тимакова, Н. Дєєва, О. Устінова, О. Мішина                                                                         | ТВА                              |
| 2003 | «Ветерок»                               | А. Демьяненко                                                           | Л. Батулина, Л. Тимакова, Н. Деева, О. Устинова, Г. Трапезова                                                                                               | ТВА                              |
| 2003 | «С Новым годом! (новая версия)»         | Нарізка з кліпов «С Новым годом!», «Югорская долина» і «Ветерок»        | Л. Батулина, Л. Тимакова, Н. Дєєва, О. Устинова, Г. Трапезова (також Ю. Беретта, С. Бобкина, М. Корнєєва, Е. Кравцова, М. Соловйова, А. Родіна і О. Мішина) | ТВА                              |
| 2003 | «Лучший друг»                           | І. Сілівьорстов                                                         | Л. Тимакова, Н. Дєєва, О. Устинова, Г. Трапезова, А. Бондарева, Н. Найт, А. Осіпова                                                                         | ТВА                              |
| 2004 | «Бежало лето»                           | невідомо                                                                | Л. Тимакова, Н. Дєєва, О. Устинова, Г. Трапезова, А. Бондарева, Н. Найт, А. Осіпова                                                                         | ТВА                              |
| 2004 | «Костёр из писем»                       | невідомо                                                                | Л. Тимакова, Н. Дєєва, О. Устинова, Г. Трапезова, А. Бондарева, Н. Найт, А. Осіпова                                                                         | ТВА                              |
| 2004 | «Капает дождь»                          | невідомо                                                                | Л. Тимакова, Н. Дєєва, О. Устинова, Г. Трапезова, А. Бондарева, Н. Найт, А. Осіпова                                                                         | ТВА                              |
| 2004 | «Семь морей»                            | невідомо                                                                | Л. Тимакова, Н. Дєєва, О. Устинова, Г. Трапезова, А. Бондарева, Н. Найт, А. Осіпова                                                                         | ТВА                              |
| 2004 | «Не отпускай меня»                      | невідомо                                                                | Л. Тимакова, Н. Дєєва, О. Устинова, Г. Трапезова, А. Бондарева, Н. Найт, А. Осіпова                                                                         | ТВА                              |
| 2004 | «Ты далеко»                             | невідомо                                                                | Л. Тимакова, Н. Дєєва, О. Устинова, Г. Трапезова, А. Бондарева, Н. Найт, А. Осіпова                                                                         | ТВА                              |
| 2005 | «Валентинка»                            | невідомо                                                                | Л. Тимакова, Н. Дєєва, О. Устинова, Г. Трапезова, А. Бондарева, Н. Найт, А. Осіпова                                                                         | ТВА                              |
| 2005 | «Не ходи»                               | невідомо                                                                | Л. Тимакова, Н. Дєєва, О. Устинова, Г. Трапезова, А. Бондарева, Н. Найт, А. Осіпова                                                                         | ТВА                              |
| 2005 | «Жара» (original edit)                  | невідомо                                                                | Л. Тимакова, Н. Дєєва, О. Устинова, Г. Трапезова, А. Бондарева, Н. Найт, А. Осіпова                                                                         | ТВА                              |
| 2006 | «Жара» (new edit)                       | невідомо                                                                | Л. Тимакова, А. Осипова, А. Євдокимова, К. Резникова, Е. Токарева, Дебора, Н. Рубцова                                                                       | ТВА                              |
| 2006 | «Жара» (NeoMaster DJ`s Disco mix)       | невідомо                                                                | Л. Тимакова, А. Осипова, А. Євдокимова, К. Резникова, Е. Токарева, Дебора, Н. Рубцова                                                                       | ТВА                              |
| 2006 | «Жара» (Romantic edition Студия 54 mix) | невідомо                                                                | Л. Тимакова, А. Осипова, А. Євдокимова, К. Резникова, Е. Токарева, Дебора, Н. Рубцова                                                                       | ТВА                              |
| 2006 | «Мама»                                  | невідомо                                                                | Л. Тимакова, А. Євдокимова, К. Резникова, Е. Токарева, Дебора, А. Симакова                                                                                  | ТВА                              |
| 2007 | «Missing You»                           | невідомо                                                                | Л. Тимакова, А. Євдокимова, К. Резникова, Е. Токарева, Дебора, А. Симакова                                                                                  | ТВА                              |
| 2007 | «На тебя показали все стрелки»          | невідомо                                                                | Л. Тимакова, А. Євдокимова, К. Резникова, Е. Токарева, Дебора, А. Симакова                                                                                  | ТВА                              |
| 2016 | «Влюблённый мужчина»                    | Dany Vin                                                                | С. Бобкина, М. Бибилова, К. Кравцова, С. Росівер | ТВА                              |